# Nezim de Frakull

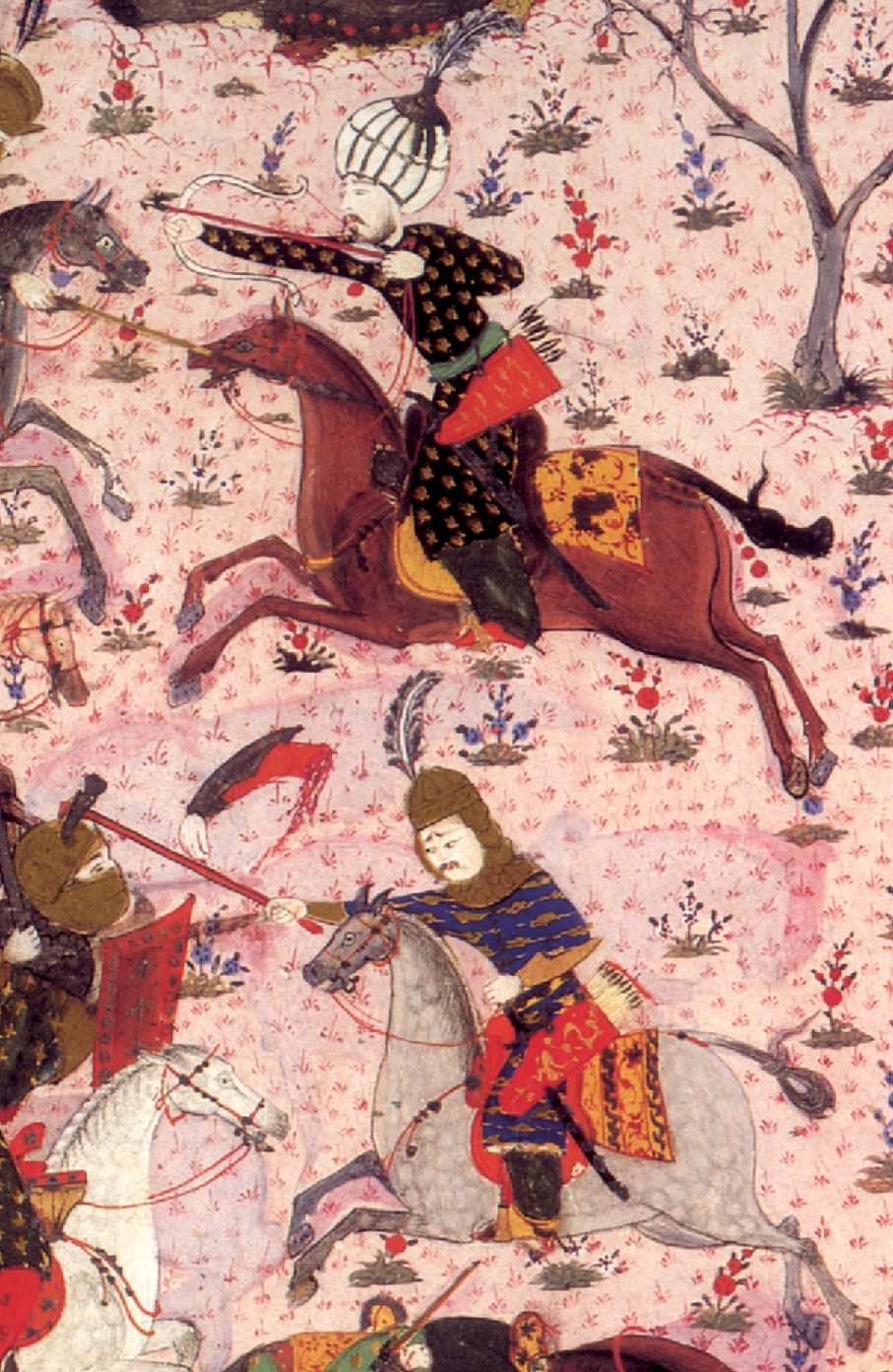
Los poemas de Nezim derivaron del pensamiento sufí y reflejaron diversas tradiciones populares en época otomana.

Nezim de Frakull (ca. 1670 - 1760), también conocido como Nezim de Berat, cuyo nombre real fue Ibrahim Nezimi, fue un poeta otomano. Está considerado el más grande entre los que utilizaron, en su primera etapa, la métrica del bejtexhinj, género poético escrito en albanés utilizando el alfabeto árabe. 
Nació en Frakull (cerca de Berat), pequeña localidad de lo que hoy es Albania. Vivió algunos años en Berat, floreciente centro islámico en el siglo XVIII. Estudió en Estambul, donde comenzó a escribir poesía en turco, persa y, quizá, también en árabe. Allí compuso dos divanes o recopilaciones de poemas. En torno a 1763 regresó a su región natal y dio comienzo a diversas rivalidades con poetas locales. Entre 1731 y 1735 compuso un diván y varios otros poemas en albanés, además de un corto diccionario turco-albanés escrito en verso. El diván no nos ha llegado completo, conservándose unos 110 poemas. Algunos de ellos fueron convertidos en canciones y han sobrevivido de forma oral. Nezim aseguró que fue el primero en componer un diván en albanés.
El diván en albanés de Nezim habla de los pachás y las campañas militares locales, contiene también odas a patronos y amigos, poemas de añoranza ante amigos lejanos y antiguos amores, descripciones de la naturaleza y la primavera, poemas religiosos musulmanes y, sobre todo, poemas de amor. En las composiciones se advierte la influencia de los gazales, así como temas clásicos, metáforas y alusiones a las tradiciones poéticas persa, turca y árabe.